# حدس لژاندر
حدس لژاندر نام حدسی در ریاضیات است که توسط یک ریاضیدان به نام آدرین-ماری لژاندر مطرح شد.
آیا همیشه بین n2 و 2(n+1) حداقل یک عدد اول وجود دارد؟

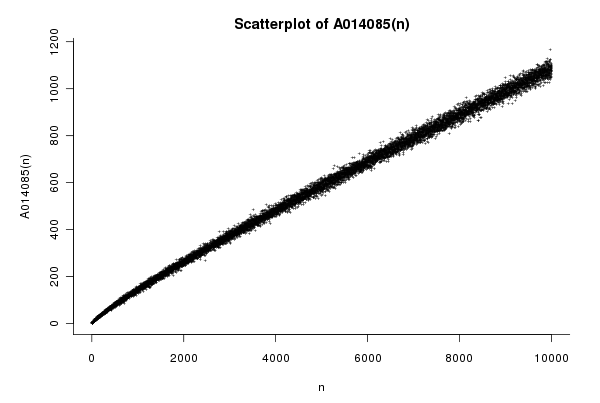
نمودار تعداد اعداد اول بین مربع های متوالی، که حدس لژاندر را نشان می دهد، گرفته شده از [https://OEIS.org OEIS.org

## حدس
برای هر عدد طبیعی {\displaystyle n} وجود دارد حداقل یک عدد اول بین {\displaystyle (n+1)^{2}} و {\displaystyle n^{2}} مثلاً برای n=۱ داریم ۱<۳<۴.
{\displaystyle n^{2}<p_{x}<(n+1)^{2}}